# Rodolph Austin
Rodolph William Austin, född 1 juni 1985 i Clarendon, Jamaica, är en jamaicansk professionell fotbollsspelare som spelar för Esbjerg fB. Han spelar främst som mittfältare.
Austin inledde sin proffskarriär med att spela för jamaicanska Portmore United och norska SK Brann, innan han köptes av Leeds United inför säsongen 2012/2013. Han blev utsedd till lagkapten i Leeds United inför säsongen 2013/2014,  men när hans kontrakt löpte ut sommaren 2015 förnyades det inte av klubben. Austin kom istället överens om ett treårskontrakt med Sheffield Wednesday, men affären föll igenom när han på grund av nya regler inte kunde få arbetstillstånd. Han gick istället till danska Brøndby IF på ett tvåårskontrakt. Austin spelade 40 seriematcher under de två åren i Brøndby men hans kontrakt förnyades inte vid utgången i maj 2017.
Den 18 juli 2017 skrev Austin på ett tvåårskontrakt med den danska klubben Esbjerg fB, som säsongen innan flyttats ned från Superligaen till 1. division.
Austin spelar i Jamaicas landslag och har gjort över 80 landskamper, delvis som lagkapten.